# Нікольський (Воткінський район)
Ні́кольський (рос. Никольский) — починок у Воткінському районі Удмуртії, Росія.
Населення становить 1 особа (2010).
Урбаноніми:
- вулиці — Джерельна, Пасічна